# La Corchuela
La Corchuela és un parc periurbà creat entorn d'una pineda centenària i que ocupa 85 ha dels municipis de Dos Hermanas i Los Palacios y Villafranca, a la província de Sevilla (Andalusia), condicionat per ICONA per a gaudi de l'àrea metropolitana de Sevilla capital. L'accés al parc es realitza per la carretera de Dos Hermanas a la Isla Menor, en les proximitats del Polígon Industrial Carretera de la Isla i per la Carretera de la Montaña, des de Los Palacios y Villafranca.
A més del bosc de pins que constitueix el nucli del parc, també existeixen zones ocupades per alzines, cantuesos, llentiscle, estepa i diversa muntanya baixa, vegetació característica dels ecosistemes del Bajo Guadalquivir i de l'entorn Mediterrani.

## Història
Els terrenys van pertànyer al Cortijo de la Corchuela, del qual es manté la plaça de temptes.
Després de la Guerra Civil Espanyola, entre 1940 i 1962 va existir a La Corchuela un camp de treballs forçats per a presos polítics republicans (anomenats oficialment Colònies Penitenciàries Militaritzades), que sota el programa denominat Redempció de Penes pel Treball van construir els 158 km del canal de reg del Baix Guadalquivir, popularment conegut, i actualment reconegut oficialment, almenys pels senyals de carretera oficials, com el Canal de los Presos. Els familiars de molts d'aquests presos de tot Espanya van crear els poblats propers de Bellavista i Fuente del Rey, i molts d'ells s'hi van quedar una vegada tancat el camp de La Corchuela.
Altres camps de treball similars van existir en Los Merinales i El Arenoso i els familiars també van crear els poblats de Torreblanca, i Valdezorras a Sevilla; Quintillo a Dos Hermanas; i El Palmar de Troya a Utrera. Sobre aquesta part de la història, amb moltes referències a La Corchuela, tracta la pel·lícula documental Presos del Silencio dels directors Mariano Agudo i Eduardo Montero.
Entre els anys 1969 i 1977, part de la finca La Corchuela va ser utilitzada com a refugi per allotjar a famílies sevillanes desnonades de les seves cases pel seu estat ruïnós. També a principis de la dècada dels 60, després de les greus inundacions que va sofrir Sevilla, es van utilitzar amb la mateixa fi els barracons que havien allotjat als presos en el camp de treball de Los Merinales.